# Liste deutscher Dokumentarfilme aus der Zeit des Nationalsozialismus
Diese Liste deutscher Dokumentarfilme enthält deutsche Dokumentarfilme aus der Zeit des Nationalsozialismus (1933–1945). Nicht-fiktionale Filme mit populärem oder populärwissenschaftlichem Charakter wurden im Kino als Beiprogramm gezeigt und im zeitgenössischen Jargon als „Kulturfilme“ bezeichnet. Viele davon – aber keineswegs alle – dienten der Popularisierung der nationalsozialistischen Ideologie.
Für Listen mit nationalsozialistischen Propagandafilmen siehe: Vorbehaltsfilm, Liste der am höchsten prädikatisierten NS-Spielfilme, Liste der unter alliierter Militärzensur verbotenen deutschen Filme.

## Dokumentarfilme aus der Zeit des Nationalsozialismus
Hinweis: Bei 24 Bildern pro Sekunde hat ein 35mm-Kinofilm von 1233 m eine Dauer von 45 Minuten, ein Film von 1642 m eine Dauer von einer Stunde. 

### Langfilme
| Titel (Regisseur), Anmerkungen | Jahr | Länge (Meter) |
| --- | ---- | ------------- |
| Asien in Mitteleuropa/Ghetto. Auch: Das Warschauer Ghetto. Dokumentarfilm mit Spielszenen. Regisseur unbekannt, Kamera: Willi Wist                               | 1942 | 1721 m.       |
| Blutendes Deutschland (Johannes Häußler, 30. März 1933) | 1933 |               |
| Chemie und Wäschewaschen (1936/37) | 1936 | 1317 m.       |
| Deutsche Arbeitsstätten (Svend Noldan) | 1940 |               |
| Deutsches Handwerksgut in alle Welt Produzent, Produktionsfirma Svend Noldan                                                                                     | 1936 |               |
| Dokumente zur Geschichte des deutschen Filmschaffens | 1942 | 2154 m.       |
| Der ewige Jude (Fritz Hippler, Spezialeffekte Svend Noldan, 1939/40)                                                                                             | 1939 |               |
| Ewiger Wald (Hanns Springer) | 1936 |               |
| Feldzug in Polen (Fritz Hippler, Spezialeffekte Svend Noldan) | 1940 |               |
| Feuertaufe. Der Film vom Einsatz unserer Luftwaffe im polnischen Feldzug (Hans Bertram, 1939/40)                                                                 | 1939 |               |
| Eine Filmreise durch den Menschenkörper | 1933 | 1473 m.       |
| Front der Kameradschaft: Das deutsche Turn- und Sportfest 1938 (1938/39)                                                                                         | 1938 | 2192 m.       |
| Gefahr | 1944 | 1545 m.       |
| Geheimnis Tibet. Ein Filmdokument der Deutschen Tibet-Expedition Ernst Schäfer 1938/39 (Hans Albert Lettow, Ernst Schäfer, Carl Junghans, Lothar Bühle, 1938–42) | 1938 |               |
| Germany 1934 (1934) | 1934 | 1614 m.       |
| Das große Eis. Alfred Wegeners letzte Fahrt (Svend Noldan, Else Wegener, Paul Künheim)                                                                           | 1936 |               |
| Hanomag R 40 | 1943 | 2518 m.       |
| Im gleichen Schritt und Tritt (1935) | 1935 | 1333 m.       |
| Hände am Werk (Walter Frentz) | 1935 |               |
| Jahre der Entscheidung (Hans Weidemann, 1937/39) | 1937 |               |
| Kampf um Großdeutschland | 1939 | 2200 m.       |
| Kampf um Kraft (Johannes Guter, 1934), Dokumentarfilm mit Spielszenen.                                                                                           | 1934 | 2356 m.       |
| Kampf um Raum und Zeit | 1937 | 1253 m.       |
| Mannesmann (Walther Ruttmann, 1936/37) | 1936 | 1341 m.       |
| Der Marsch zum Führer | 1940 |               |
| Michelangelo. Das Leben eines Titanen (Curt Oertel, Deutschland/Schweiz 1938/40)                                                                                 | 1938 |               |
| Nippon: Das Land der aufgehenden Sonne (Gerhard Niederstraß) | 1942 | 1835 m.       |
| Nordlandsbilder | 1934 | 2312 m.       |
| Die Not, eine Quelle der Kraft (E. Deichmann, H. Storz). Produzent, Produktionsfirma Svend Noldan                                                                | 1936 |               |
| Olympia, 1. Teil: Fest der Völker (Leni Riefenstahl) | 1938 |               |
| Olympia, 2. Teil: Fest der Schönheit (Leni Riefenstahl) | 1938 |               |
| Rechtsleben im Film | 1942 | 2259 m.       |
| Schwarz auf Weiß | 1934 | 1415 m.       |
| Sehnsucht nach Afrika (Georg Zoch) | 1938 |               |
| Der Sieg des Glaubens (Leni Riefenstahl) | 1933 |               |
| Sieg im Westen (Svend Noldan, mit Fritz Brunsch, Werner Kortwich, Edmund Smith, 1940/41. Produzent Fritz Hippler)                                                | 1940 |               |
| Siemens – die Welt der Elektrotechnik | 1937 |               |
| Das Stahltier von Willy Zielke zum 100. Jubiläum der deutschen Eisenbahn                                                                                         | 1934 |               |
| Symphonie einer Weltstadt. Berlin, wie es war (Leo de Laforgue)                                                                                                  | 1942 |               |
| Theresienstadt. Ein Dokumentarfilm aus dem jüdischen Siedlungsgebiet (Der Führer schenkt den Juden eine Stadt), (Kurt Gerron)                                    | 1944 |               |
| Tiergarten Südamerika | 1940 | 1822 m.       |
| Treibende Kräfte | 1933 | 1337 m.       |
| Triumph des Willens (Leni Riefenstahl) | 1935 |               |
| Unser Kamerun (Paul Lieberenz, 1936/37) | 1936 |               |
| Von der deutschen Scholle zur deutschen Hausfrau (1933/34) | 1933 | 1439 m.       |
| Walfänger in der Antarktis (1938/39), Auftragsarbeit für die Henckel & Co. A.G.                                                                                  | 1938 | 1504 m.       |
| Der Weltkrieg. Ein historischer Film (Leo Lasko) | 1933 |               |
| Der Westwall (Fritz Hippler) | 1939 |               |
| Die Wildnis stirbt (Hans Schomburgk) | 1936 |               |
| Wunder und Rätsel der Natur (1936/37) | 1936 | 1559 m.       |

### Kurzfilme
Die folgenden Filme haben eine Länge von weniger als 45 Minuten (1233 m)
| Titel                                                                                              | Regisseur, Anmerkungen                                                                             | Jahr    | Länge (Meter) |
| -------------------------------------------------------------------------------------------------- | -------------------------------------------------------------------------------------------------- | ------- | ------------- |
| Aberglaube                                                                                         | Walter Ruttmann                                                                                    | 1940    |               |
| Abseits vom Wege                                                                                   | | 1935    |               |
| Achtung! Asien marschiert                                                                          | | 1937    | 1024 m        |
| Alles Leben ist Kampf                                                                              | W. Hüttig, Herbert Gerdes                                                                          | 1937    |               |
| Allmacht Schlaf                                                                                    | | 1937    | 1183 m        |
| Arbeitsdienst                                                                                      | Hans Cürlis                                                                                        | 1933    |               |
| Arbeitsmaiden helfen                                                                               | Martin Rikli                                                                                       | 1938    |               |
| Arno Breker – Harte Zeit, starke Kunst                                                             | Hans Cürlis, Arnold Fanck                                                                          | 1944    |               |
| Artisten der Arbeit                                                                                | Walter Frentz, Rudi Schaad                                                                         | 1938    |               |
| Atlantik-Wall                                                                                      | Arnold Fanck                                                                                       | 1944    |               |
| Auf neuen Wegen                                                                                    | Arnold Fanck                                                                                       | 1939    |               |
| Aus Lodz wird Litzmannstadt                                                                        | | 1941–42 |               |
| Ausländischer Besuch im neuen Deutschland                                                          | | 1933    | 1118 m        |
| Autogenes Schweißen und Löten der Leichtmetalle                                                    | Produzent: Svend Noldan                                                                            | 1939    |               |
| Der Bembergfaden                                                                                   | | 1939    | 1108 m        |
| Bilder von der 39. Wanderausstellung der deutschen Landwirtschaft                                  | | 1933    | 1159 m        |
| Bilder von Japans Küsten                                                                           | Arnold Fanck                                                                                       | 1936/44 |               |
| Blut und Boden. Grundlagen zum neuen Reich                                                         | Rolf von Sonjewski-Jamrowski                                                                       | 1933    |               |
| Bremen                                                                                             | Otto von Bothmer                                                                                   | 1936    |               |
| Bunte Kriechtierwelt                                                                               | Hans Junghans, erster Film in Agfacolor                                                            | 1940    |               |
| Clivia                                                                                             | Svend Noldan                                                                                       | 1933/34 |               |
| Der Weg in die Welt                                                                                | Paul Lieberenz                                                                                     | 1938    |               |
| Deutsche Arbeitsstätten                                                                            | Svend Noldan                                                                                       | 1940    |               |
| Deutsche Panzer                                                                                    | Walter Ruttmann                                                                                    | 1940    |               |
| Deutsche Waffenschmieden                                                                           | Walter Ruttmann                                                                                    | 1939/40 |               |
| Deutschland                                                                                        | Svend Noldan                                                                                       | 1937    |               |
| Durch die Reichsschau der deutschen Landwirtschaft zur Ausstellung des Stickstoff-Syndikats Berlin | Svend Noldan                                                                                       | 1933    |               |
| Ehre der Arbeit                                                                                    | | 1936    | 27 min        |
| Ehre die Arbeit, achte den Arbeiter                                                                | | 1933    |               |
| Erbkrank                                                                                           | Herbert Gerdes                                                                                     | 1935    |               |
| Ernst Udet. Ein Fliegerleben – ein Heldenleben                                                     | | 1941    |               |
| Falsche Sparsamkeit                                                                                | Svend Noldan                                                                                       | 1933    |               |
| Festliches Nürnberg                                                                                | Hans Weidemann                                                                                     | 1937    |               |
| Ein Film gegen die Volkskrankheit Krebs                                                            | Walter Ruttmann                                                                                    | 1941    |               |
| Flandern nach 15 Jahren                                                                            | Svend Noldan                                                                                       | 1933    |               |
| Flieger, Funker, Kanoniere                                                                         | Martin Rikli                                                                                       | 1937    |               |
| Flieger zur See                                                                                    | Martin Rikli                                                                                       | 1938/39 |               |
| Freiburg im Breisgau, das Tor zum Hochschwarzwald                                                  | Sepp Allgeier                                                                                      | 1936    |               |
| Front am Himmel                                                                                    | Wilhelm Stöppler, Carl-Otto Bartning, K. L. Ruppel                                                 | 1944    |               |
| Frontschau                                                                                         | Fritz Hippler, mehrere Beiträge                                                                    | 1941    |               |
| Frühling in Japan                                                                                  | Arnold Fanck                                                                                       | 1936/41 |               |
| Gestern und heute                                                                                  | Hans Weidenmann                                                                                    | 1938    |               |
| Glaube und Schönheit                                                                               | Hans Ertl                                                                                          | 1938/39 |               |
| Das Haltefest                                                                                      | | 1943    |               |
| Helden der Küste                                                                                   | Walter Ruttmann                                                                                    | 1937    |               |
| Henkel. Ein deutsches Werk seiner Arbeit                                                           | Walter Ruttmann                                                                                    | 1938    |               |
| Im Dienste der Menschheit                                                                          | Walter Ruttmann                                                                                    | 1938    |               |
| Im Zeichen des Vertrauens. Ein Beyer-Film                                                          | Walter Ruttmann                                                                                    | 1937/38 |               |
| Japans heiliger Vulkan                                                                             | Arnold Fanck                                                                                       | 1936/41 |               |
| Jornada medica na Alemanha/Ärzereise durch Deutschland                                             | | 1939    | 1004 m        |
| Joseph Thorak – Werkstatt und Werk                                                                 | Arnold Fanck                                                                                       | 1943    |               |
| Juden, Läuse, Wanzen                                                                               | | 1941    |               |
| Juden ohne Maske                                                                                   | Walter Böttcher, Leo von der Schmiede                                                              | 1937    |               |
| Jugend der Welt. Der Film von den IV. Olympischen Winterspielen in Garmisch-Partenkirchen          | Carl Junghans                                                                                      | 1936    |               |
| Junker der Waffen-SS                                                                               | | 1943    |               |
| Kaiserbauten in Fernost. Aufnahmen der japanischen Fanck-Expedition                                | Arnold Fanck                                                                                       | 1938    |               |
| Kampf dem Fleckfieber!                                                                             | | 1942    |               |
| Kampf um den Berg. Eine Hochtour vor 20 Jahren                                                     | Arnold Fanck                                                                                       | 1941    |               |
| Kampf um Norwegen – Feldzug 1940                                                                   | Martin Rikli                                                                                       | 1940    |               |
| Käpt’n Seemanns Siedlungshaus                                                                      | Svend Noldan                                                                                       |         |               |
| Klar Schiff zum Gefecht. Ein Film von der deutschen Flotte                                         | Leonhard Fürst                                                                                     | 1936    |               |
| Kleiner Film einer großen Stadt… der Stadt Düsseldorf am Rhein                                     | Walter Ruttmann                                                                                    | 1935    |               |
| Landvolk in Not                                                                                    | | 1935/36 |               |
| Lebende Werkzeuge                                                                                  | Regie: Hans F. Wilhelm. Buch: Walter Sichler, Kamera: Adolf Krahl                                  | 1936    | 1117 m        |
| Licht                                                                                              | Svend Noldan, mit Otto Geiger                                                                      | 1937/38 |               |
| Mädel im Landjahr                                                                                  | Hans Cürlis                                                                                        | 1936    |               |
| Mannesmann. Ein Film der Mannesmannröhren-Werke                                                    | Walter Ruttmann                                                                                    | 1936/37 |               |
| Mannesmann. Ein Ufa-Kulturfilm nach dem international preisgekrönten Film                          | Walter Ruttmann                                                                                    | 1937/38 |               |
| Metall des Himmels                                                                                 | Walter Ruttmann                                                                                    | 1934/35 |               |
| Metallene Schwingen                                                                                | | 1938    | 1231 m        |
| Mit der Kamera durch deutsche Stickstoffwerke                                                      | Svend Noldan                                                                                       | 1934    |               |
| Münster, Westfalens schöne Hauptstadt                                                              | Eugen York                                                                                         | 1938    |               |
| Nürnberg, die Stadt der Reichsparteitage                                                           | Kurt Rupli                                                                                         | 1940    |               |
| Opfer der Vergangenheit – Die Sünde wider Blut und Rasse                                           | Gernot Bock-Stieber                                                                                | 1937    |               |
| Die Provinz Brandenburg                                                                            | | 1935    | 1000 m        |
| Reis und Holz im Lande des Mikado                                                                  | Arnold Fanck                                                                                       | 1936/40 |               |
| Rüstungsarbeiter                                                                                   | Edith Hart, Wolf Hart                                                                              | 1943    |               |
| Schicksalswende                                                                                    | Johannes Häußler, Walter Scheunemann                                                               | 1939    |               |
| Schiff 754                                                                                         | Film der Deutschen Arbeitsfront                                                                    | 1938    |               |
| Schiff in Not                                                                                      | Walter Ruttmann                                                                                    | 1935/36 |               |
| Schiff ohne Klassen                                                                                | E. H. Albrecht, L. O. Geller, H. Heinrich, K.-L. Ruppel                                            | 1938    |               |
| Schönheit der Arbeit                                                                               | Svend Noldan                                                                                       | 1934    |               |
| Schönheit des Haares durch Handwerkskunst und Wissenschaft                                         | | 1933    | 1015 m        |
| Schwätzer oder Kerle?                                                                              | Phil Jutzi                                                                                         | 1941    |               |
| Das Sowjet-Paradies                                                                                | Friedrich Albat                                                                                    | 1942    |               |
| Spindel und Webstuhl                                                                               | | 1941/42 | 1005 m        |
| Stadt Stuttgart. 100. Cannstatter Volksfest                                                        | Walter Ruttmann                                                                                    | 1935    |               |
| Straßen ohne Hindernisse                                                                           | Martin Rikli                                                                                       | 1935    |               |
| Stuttgart, die Großstadt zwischen Wald und Reben – die Stadt des Auslandsdeutschtums               | Walter Ruttmann                                                                                    | 1935    |               |
| Die Süßlupine                                                                                      | | 1935/36 | 1000 m        |
| Tag der Freiheit! – Unsere Wehrmacht                                                               | Leni Riefenstahl                                                                                   | 1935    |               |
| Thüringen, das grüne Herz Deutschlands                                                             | J. C. Hartmann, der zweite Film in Agfacolor                                                       | 1940    |               |
| 'Titarist', das Hochleistungsschneidematerial                                                      | | 1936    | 1064 m        |
| Übungsordnung des Brandenburgischen Provinzial-Feuerwehrverbandes e. V.                            | | 1935    | 1208 m        |
| Ufa-Tonwoche Nr.451/1939 – Hitlers 50. Geburtstag                                                  | Sonderausgabe der Ufa-Wochenschau                                                                  | 1939    |               |
| Unser Führer                                                                                       | Wahlkampffilm der Gaufilmstellen Berlin und Mark Brandenburg                                       | 1934    |               |
| Unsere Infanterie                                                                                  | Georg Muschner                                                                                     | 1940/41 |               |
| Was du ererbt                                                                                      | Herbert Gerdes                                                                                     | 1939    |               |
| Wasser hat Balken                                                                                  | Regie: Wilhelm Prager, Kamera: Kurt Stahnke, Ulrich K.T. Schulz, Hundhausen, Lehne, Frentz, Jensen | 1933    | 1163 m        |
| Weltstraße See – Welthafen Hamburg                                                                 | Walter Ruttman                                                                                     | 1938    |               |
| Wir erobern Land                                                                                   | Martin Rikli                                                                                       | 1937    |               |
| Wir sind und bleiben Soldaten                                                                      | | 1941/42 | 1108 m        |
| Wort aus Stein                                                                                     | Kurt Rupli                                                                                         | 1939    |               |
| Wort und Tat. Ein Filmdokument                                                                     | Fritz Hippler, Über den Anschluss Österreichs                                                      | 1938    |               |
| Zerstörung und Aufbau                                                                              | | 1941/42 | 1071 m        |